# Сперлинг, Леон
Леон Сперлинг (пол. Leon Sperling; 7 августа 1906, Краков, Австро-Венгрия — 20 (или 15) декабря 1941, Львов) — польский футболист еврейского происхождения, нападающий клубов «Ютженка» (Краков) и Краковия, игрок сборной, участник олимпийских игр, футбольный тренер.

## Биография
В футбол начал играть в краковской еврейской команде Ютженка. Получил образование в торговом лицее, после окончания карьеры работал банковским служащим. С 1920 года, в течение 14 лет, играл за Краковию. В составе этой команды провёл 381 матч. Рекордсмен клуба по выступлениям за сборные команды (21 игра). В составе Краковии трижды становился Чемпионом Польши (1921, 1930, 1932).
Играл в первом матче сборной Польши с командой Венгрии, в Будапеште, 18 декабря 1921 года (поражение 0:1). В 1924 году выступал в составе сборной на олимпийских играх в Париже.
После начала войны жил во Львове, где занимался тренерской деятельностью.
После нападения немцев на СССР был узником львовского гетто, где 20 декабря (по другим данным 15 декабря) 1941 года, был застрелен пьяным гестаповцем.

## Достижения
- Чемпион Польши по футболу — 1921, 1930, 1932